# Plavání na mistrovství Evropy v plaveckých sportech 1981
Závody v plavání na mistrovství Evropy v plaveckých sportech za rok 1981 proběhly v Splitu, Jugoslávie ve dnech 5. až 12. září 1981.

## Výsledky

### Individuální disciplíny
| Muži                 | Zlato                     | Zlato    | Stříbro                     | Stříbro  | Bronz                        | Bronz    |
| -------------------- | ------------------------- | -------- | --------------------------- | -------- | ---------------------------- | -------- |
| 100 m volný způsob   | Per Johansson (SWE)       | 50,55    | Jörg Woithe (GDR)           | 50,81    | Serhij Krasjuk (URS)         | 50,91    |
| 200 m volný způsob   | Sergej Kopljakov (URS)    | 1:51,23  | Michael Söderlund (SWE)     | 1:51,62  | Thomas Lejdström (SWE)       | 1:52,11  |
| 400 m volný způsob   | Borut Petrič (YUG)        | 3:51,63  | Vladimir Salnikov (URS)     | 3:51,77  | Darjan Petrič (YUG)          | 3:53,71  |
| 1500 m volný způsob  | Vladimir Salnikov (URS)   | 15:09,17 | Borut Petrič (YUG)          | 15:17,31 | Rafael Escalas (ESP)         | 15:17,93 |
| 100 m znak           | Sándor Wladár (HUN)       | 56,72    | Vladimir Šemetov (URS)      | 56,75    | Viktor Kuzněcov (URS)        | 56,90    |
| 200 m znak           | Sándor Wladár (HUN)       | 2:00,80  | Vladimir Šemetov (URS)      | 2:01,32  | Frédéric Delcourt (FRA)      | 2:03,35  |
| 100 m motýlek        | Alexej Markovskij (URS)   | 54,39    | Pär Arvidsson (SWE)         | 54,60    | Vadym Dombrovskyj (URS)      | 55,00    |
| 200 m motýlek        | Michael Gross (FRG)       | 1:59,19  | Philip Hubble (GBR)         | 2:00,21  | Serhij Fesenko (URS)         | 2:00,48  |
| 100 m prsa           | Jurij Kis (URS)           | 1:03,44  | Arsen Miskarov (URS)        | 1:03,63  | Gerald Mörken (FRG)          | 1:03,85  |
| 200 m prsa           | Robertas Žulpa (URS)      | 2:16,15  | Arsen Miskarov (URS)        | 2:18,08  | Adrian Moorhouse (GBR)       | 2:18,14  |
| 200 m polohový závod | Oleksandr Sydorenko (URS) | 2:03,41  | Giovanni Franceschi (ITA)   | 2:04,97  | Josef Hladký (TCH)           | 2:06,15  |
| 400 m polohový závod | Serhij Fesenko (URS)      | 4:22,77  | Leszek Górski (POL)         | 4:23,62  | Giovanni Franceschi (ITA)    | 4:24,82  |
| Ženy                 | Zlato                     | Zlato    | Stříbro                     | Stříbro  | Bronz                        | Bronz    |
| 100 m volný způsob   | Caren Metschucková (GDR)  | 55,74    | Birgit Meinekeová (GDR)     | 56,06    | Cornelia van Bentumová (NED) | 56,73    |
| 200 m volný způsob   | Carmela Schmidtová (GDR)  | 2:00,27  | Birgit Meinekeová (GDR)     | 2:00,57  | Cornelia van Bentumová (NED) | 2:01,15  |
| 400 m volný způsob   | Ines Diersová (GDR)       | 4:08,58  | Carmela Schmidtová (GDR)    | 4:08,71  | Jacquelene Willmottová (GBR) | 4:15,23  |
| 800 m volný způsob   | Carmela Schmidtová (GDR)  | 8:32,79  | Ines Diersová (GDR)         | 8:32,89  | Jacquelene Willmottová (GBR) | 8:37,22  |
| 100 m znak           | Ina Kleberová (GDR)       | 1:02,81  | Cornelia Politová (GDR)     | 1:03,12  | Carmen Bunaciuová (ROU)      | 1:03,34  |
| 200 m znak           | Cornelia Politová (GDR)   | 2:12,55  | Jolanda de Roverová (NED)   | 2:15,22  | Larisa Gorčakovová (URS)     | 2:16,10  |
| 100 m motýlek        | Ute Gewenigerová (GDR)    | 1:00,40  | Ines Geißlerová (GDR)       | 1:00,97  | Karin Seicková (FRG)         | 1:01,37  |
| 200 m motýlek        | Ines Geißlerová (GDR)     | 2:08,50  | Heike Dähneová (GDR)        | 2:09,59  | Agnieszka Czopeková (POL)    | 2:13,47  |
| 100 m prsa           | Ute Gewenigerová (GDR)    | 1:08,60  | Susannah Brownsdonová (GBR) | 1:11,05  | Larisa Belokonová (URS)      | 1:11,17  |
| 200 m prsa           | Ute Gewenigerová (GDR)    | 2:32,41  | Larisa Belokonová (URS)     | 2:33,07  | Grażyna Dziedzicová (POL)    | 2:35,35  |
| 200 m polohový závod | Ute Gewenigerová (GDR)    | 2:12,64  | Petra Schneiderová (GDR)    | 2:13,49  | Olga Klevakinová (URS)       | 2:19,10  |
| 400 m polohový závod | Petra Schneiderová (GDR)  | 4:39,30  | Ute Gewenigerová (GDR)      | 4:45,43  | Agnieszka Czopeková (POL)    | 4:50,75  |

### Štafety
| Muži                   | Zlato | Zlato   | Stříbro | Stříbro | Bronz | Bronz   |
| ---------------------- | --- | ------- | --- | ------- | --- | ------- |
| 4×100 m volný způsob   | Sovětský svaz (URS) (Serhij Krasjuk, Sergej Kopljakov, Alexej Markovskij, Sergej Smirjagin, (r)Jurij Logvin, (r)Ivar Stukolkin)                                           | 3:21,48 | Švédsko (SWE) (Per Holmertz, Per Wikström, Lasse Lindqvist, Per Johansson, (r)Bengt Baron, (r)Mikael Örn)                                            | 3:22,48 | Západní Německo (FRG) (Peter Knust, Willi Kühlem, Michael Gross, Andreas Schmidt, (r)Heiner Fuß)                        | 3:22,67 |
| 4×200 m volný způsob   | Sovětský svaz (URS) (Vladimir Šemetov, Vladimir Salnikov, Alexandr Čajev, Sergej Kopljakov, (r)Ivar Stukolkin, (r)Jurij Logvin)                                           | 7:24,41 | Západní Německo (FRG) (Michael Gross, Gerald Schlupp, Andreas Schmidt, Frank Wennmann, (r)Peter Knust, (r)Dirk Korthals)                             | 7:25,22 | Švédsko (SWE) (Michael Söderlund, Per Wikström, Per-Alvar Magnusson, Thomas Lejdström, (r)Pär Arvidsson, (r)Mikael Örn) | 7:27,78 |
| 4×100 m polohový závod | Sovětský svaz (URS) (Viktor Kuzněcov, Jurij Kis, Alexej Markovskij, Serhij Krasjuk, (r)Oleksandr Sydorenko, (r)Arsen Miskarov, (r)Vadym Dombrovskyj, (r)Sergej Smirjagin) | 3:44,23 | Švédsko (SWE) (Bengt Baron, Glen Christiansen, Pär Arvidsson, Per Johansson, (r)Hans Bergqvist, (r)Per-Alvar Magnusson, (r)Per Holmertz)             | 3:45,01 | Východní Německo (GDR) (Dirk Richter, Sigurd Hanke, Olaf Ziesche, Jörg Woithe, (r)Andreas Reichel)                      | 3:45,66 |
| Ženy                   | Zlato | Zlato   | Stříbro | Stříbro | Bronz | Bronz   |
| 4×100 m volný způsob   | Východní Německo (GDR) (Birgit Meinekeová, Caren Metschucková, Ines Diersová, Susanne Linková)                                                                            | 3:44,37 | Západní Německo (FRG) (Marion Aizporsová, Karin Seicková, Ute Neubertová, Susanne Schusterová, (r)Christiane Pielkeová)                              | 3:47,42 | Nizozemsko (NED) (Annemarie Verstappenová, Monique Drostová, Wilhelmina van Velsenová, Cornelia van Bentumová)          | 3:49,65 |
| 4×100 m polohový závod | Východní Německo (GDR) (Ina Kleberová, Ute Gewenigerová, Ines Geißlerová, Caren Metschucková, (r)Silke Hörnerová)                                                         | 4:09,72 | Sovětský svaz (URS) (Larisa Gorčakovová, Larisa Belokonová, Natalija Pokasová, Natalija Strunnikovová, (r)Aiškutė Buzelisová, (r)Irina Gerasimovová) | 4:13,23 | Západní Německo (FRG) (Ute Neubertová, Andrea Schönbornová, Karin Seicková, Marion Aizporsová, (r)Susanne Schusterová)  | 4:13,42 |

## Medailová bilance
V plavání se rozdělilo celkem 29 sad medailí.
| Pořadí | Stát                                   |       | Muži    | Muži  | Muži  |         | Ženy  | Ženy  | Ženy    |       | Muži + Ženy | Muži + Ženy | Muži + Ženy | Celkem |
| Pořadí | Stát                                   | Zlato | Stříbro | Bronz | Zlato | Stříbro | Bronz | Zlato | Stříbro | Bronz |             |             |             | Celkem |
| ------ | -------------------------------------- | ----- | ------- | ----- | ----- | ------- | ----- | ----- | ------- | ----- | ----------- | ----------- | ----------- | ------ |
| 1.     | Východní Německo (GDR)                 |       | 0       | 1     | 1     |         | 14    | 9     | 0       |       | 14          | 10          | 1           | 25     |
| 2.     | Sovětský svaz (URS)                    |       | 10      | 5     | 4     |         | 0     | 2     | 3       |       | 10          | 7           | 7           | 24     |
| 3.     | Maďarská lidová republika (HUN)        |       | 2       | 0     | 0     |         | 0     | 0     | 0       |       | 2           | 0           | 0           | 2      |
| 4.     | Švédsko (SWE)                          |       | 1       | 4     | 2     |         | 0     | 0     | 0       |       | 1           | 4           | 2           | 7      |
| 5.     | Západní Německo (FRG)                  |       | 1       | 1     | 2     |         | 0     | 1     | 2       |       | 1           | 2           | 4           | 7      |
| 6.     | Jugoslávie (YUG)                       |       | 1       | 1     | 1     |         | 0     | 0     | 0       |       | 1           | 1           | 1           | 3      |
| 7.     | Spojené království (GBR)               |       | 0       | 1     | 1     |         | 0     | 1     | 2       |       | 0           | 2           | 3           | 5      |
| 8.     | Nizozemsko (NED)                       |       | 0       | 0     | 0     |         | 0     | 1     | 3       |       | 0           | 1           | 3           | 4      |
| 8.     | Polsko (POL)                           |       | 0       | 1     | 0     |         | 0     | 0     | 3       |       | 0           | 1           | 3           | 4      |
| 10.    | Itálie (ITA)                           |       | 0       | 1     | 1     |         | 0     | 0     | 0       |       | 0           | 1           | 1           | 2      |
| 11.    | Španělské království (ESP)             |       | 0       | 0     | 1     |         | 0     | 0     | 0       |       | 0           | 0           | 1           | 1      |
| 11.    | Francie (FRA)                          |       | 0       | 0     | 1     |         | 0     | 0     | 0       |       | 0           | 0           | 1           | 1      |
| 11.    | Rumunská socialistická republika (ROU) |       | 0       | 0     | 0     |         | 0     | 0     | 1       |       | 0           | 0           | 1           | 1      |
| 11.    | Československo (TCH)                   |       | 0       | 0     | 1     |         | 0     | 0     | 0       |       | 0           | 0           | 1           | 1      |
| Celkem | Celkem                                 |       | 15      | 15    | 15    |         | 14    | 14    | 14      |       | 29          | 29          | 29          | 87     |